# Artur do Canto Resende

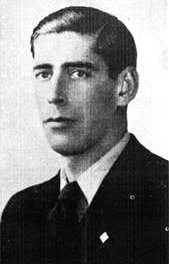
Artur do Canto Resende

Artur do Canto Resende (* 7. August 1897 in Vila Franca do Campo, Azoren, Portugal; † 23. Februar 1945 in Kalabahi, Alor, Niederländisch-Indien) war ein portugiesischer Vermessungsingenieur.

## Leben

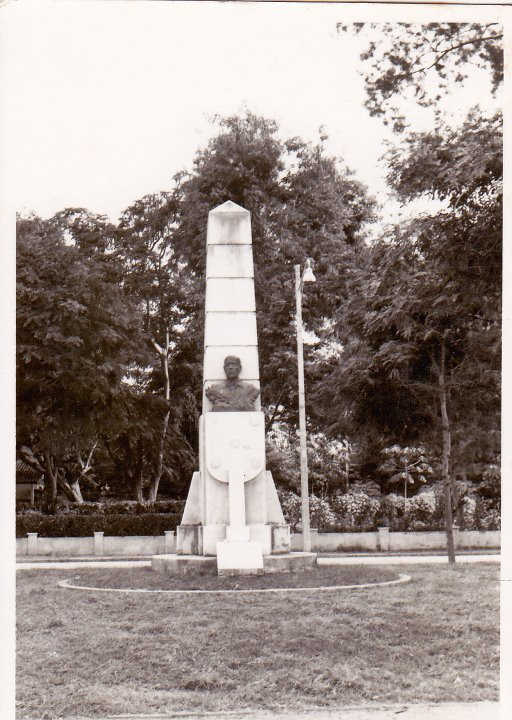
Denkmal für den Artur do Canto Resende in Dili (1970)

Resende machte sein Abitur im Externato de Vila Franca und dem Liceu de Ponta Delgada und studierte dann auf der Universität Coimbra. Am 18. November 1927 schloss er sein Studium als Vermessungsingenieur ab. Er begann beim  Instituto Geográfico e Cadastral de Lisboa (Institut für Geographie und Kataster Lissabon) zunächst mit topographischen Untersuchungen in Portugal. Danach folgten mehrere Missionen in den afrikanischen Kolonien. 1937 wurde Resende stellvertretender Leiter der neugeschaffenen Missão Geográfica de Timor (Geographischen Mission von Timor). Im August 1938 traf er an Bord des Dampfers Colonial in Portugiesisch-Timor ein.
Im Zweiten Weltkrieg besetzte Japan 1942 die Kolonie des eigentlich neutralen Landes (siehe: Schlacht um Timor). Gouverneur von Portugiesisch-Timor Manuel de Abreu Ferreira de Carvalho wurde im Palácio de Lahane gefangen gesetzt. Offiziell bestand die portugiesische Verwaltung zwar weiter, die Macht lag aber in Händen des japanischen Generalkonsuls Yodogawa. Nachdem der ohnehin von den Japanern verachtete Administrator des Kreises Dili Lourenço de Aguilar wegen Krankheit seinen Posten aufgab, erklärte sich Resende bereit den Posten zu übernehmen. In diesem Amt versuchte er Menschen zu retten, verteilte Lebensmittel und Kleidung und setzte sich für die Freilassung von zum Tode verurteilten Gefangenen ein.
Die genauen Hintergründe sind nicht bekannt, aber vermutlich aufgrund von Denunziation wurde Resende gezwungen, sein Amt am 9. März 1944 niederzulegen. Im Juli 1944 wurde er von der japanischen Militärpolizei verhaftet und in Kalabahi auf der Nachbarinsel Alor interniert. Hier starb er am 23. Februar 1945 in Gefangenschaft.

## Ehrungen

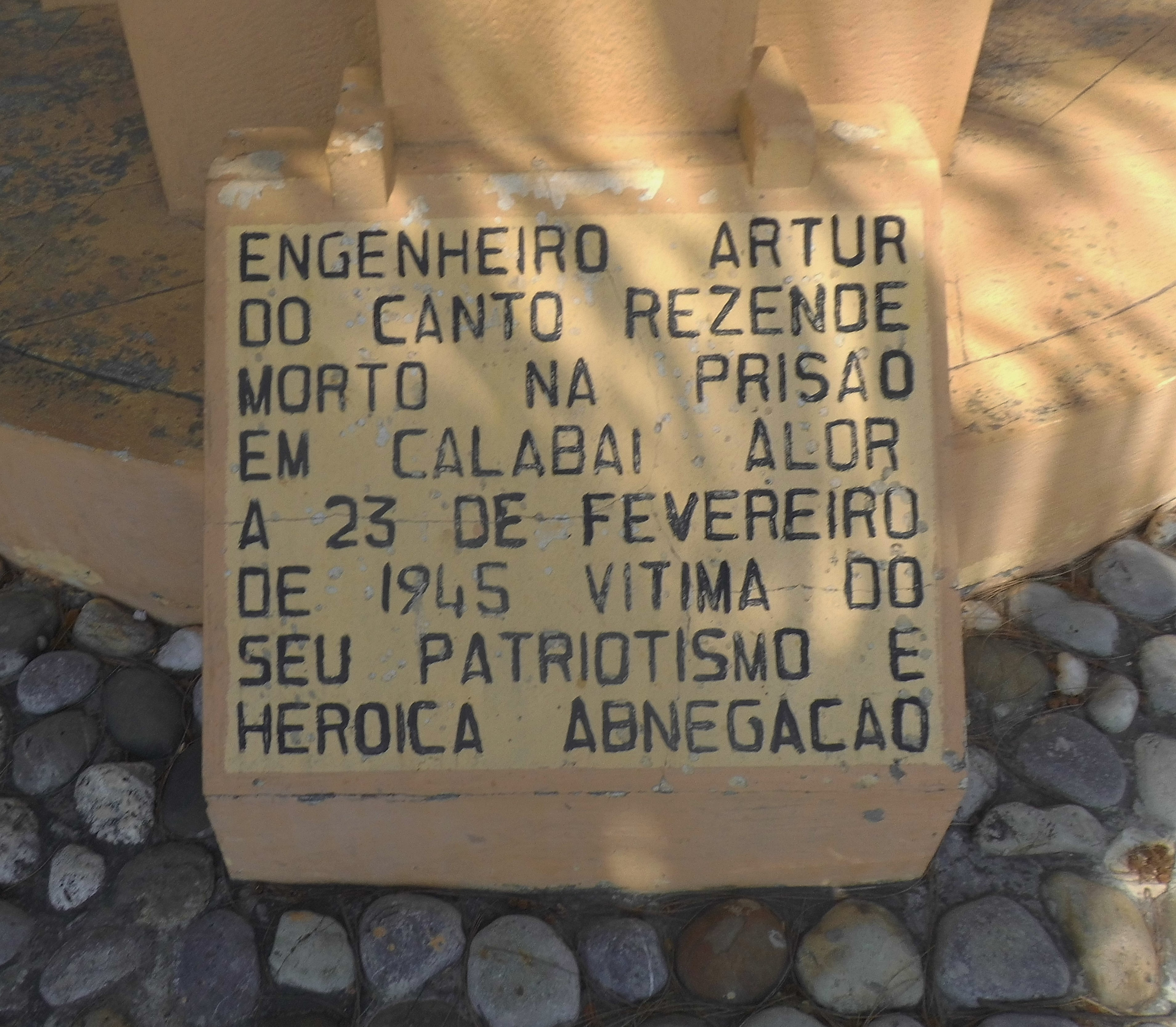
Gedenktafel am Denkmal in Dili

Posthum wurde Resende der Turm- und Schwertorden (Ordem Militar da Torre e Espada) im Rang eines Offiziers verliehen. Im Jardim Farol in Dili wurde 1952 ein Denkmal aufgestellt und eine Schule nach Resende benannt. In Beira (Mosambik) und Lissabon tragen Straßen seinen Namen.

## Belege

### Hauptbelege
- Notáveis doc Açores: Artur do Canto Resende (portugiesisch)
- Gentes da Diáspora: Herói e Mártir (portugiesisch)